# Буйчешть (Мехедінць)
Буйчешть, Буйчешті (рум. Buicești) — село у повіті Мехедінць в Румунії. Входить до складу комуни Бутоєшть.
Село розташоване на відстані 217 км на захід від Бухареста, 56 км на схід від Дробета-Турну-Северина, 44 км на північний захід від Крайови.

## Населення
За даними перепису населення 2002 року у селі проживали 508 осіб, усі — румуни. Усі жителі села рідною мовою назвали румунську.